# Vorfahrtstraßennetz

Zeichen 306

Das Vorfahrtstraßennetz (häufiger: „Vorbehaltsnetz“) ist ein Teilnetz der Straßenverkehrsinfrastruktur, das der Bündelung und leistungsfähigen Abwicklung des Verkehrs dient und mit Zeichen 306 gekennzeichnet ist. Die Definition eines Vorfahrtsstraßennetzes ist nach § 45 Abs. 1c StVO beziehungsweise den Ausführungen der VwV-StVO zu § 45 (Rd.-Nr. 37) Voraussetzung zur Einrichtung von Tempo-30-Zonen. Die Definition des Vorbehaltsnetzes erfolgt durch die Gemeinden, meist im Rahmen der Aufstellung von Verkehrsentwicklungsplänen. Der Begriff des Vorbehaltsnetzes ist nicht fest definiert, sodass von Kommune zu Kommune teils unterschiedliche Festlegungen getroffen werden. Teil des Vorfahrtsstraßennetzes sind in der Regel Straßen des überörtlichen Verkehrs (Bundes-, Landes- und Kreisstraßen), Straßen, auf denen der ÖPNV abgewickelt wird, sowie weitere Straßen mit wichtiger Verkehrsbedeutung. Oft werden auch Straßen in Industrie- und Gewerbegebieten (mit geringer Wohnbebauung) sowie außerörtliche Straßen in das Vorbehaltsnetz aufgenommen. Dieses Netz soll den überregionalen Verkehr anziehen und – in der Regel – mit einer zulässigen Geschwindigkeit von mindestens 50 km/h abwickeln.